# Vydra
La Vydra est une rivière de Tchéquie, affluent de l'Otava. Elle est issue de la confluence de plusieurs rus dans la forêt de Bohême à 979 m d'altitude et coule sur une longueur de 23,1 km.